# Glodeanu Sărat (gmina)
Glodeanu Sărat – gmina w Rumunii, w okręgu Buzău. Obejmuje miejscowości Glodeanu Sărat, Căldărușanca, Ileana i Pitulicea. W 2011 roku liczyła 4469 mieszkańców.